# Les Mémoires de mon ami
Les Mémoires de mon ami es una breve novela del escritor francés Octave Mirbeau, publicada en el periódico Le Journal, en edición de folletín, entre noviembre de 1898 y abril de 1899, durante el caso Dreyfus.

## Argumento
El narrador, Charles L., es un antihéroe quien lleva una existencia larvaria, junto a una mujer seca y horrible. Sin embargo es un hombre contemplativo, extranjero a sus contemporáneos, estúpidos y feos, y capaz de recluirse en sí mismo para vengarse escribiendo sus memorias.

## Comentarios
Les Mémoires de mon ami es una fábula de humor negro y políticamente incorrecta. En él se mezclan el crimen, los deseos carnales insatisfechos y las preguntas metafísicas sobre la condición humana.

## Citas
- « Desde muy pronto aprendí a vivir en mí, a hablar en mí, a jugar en mí. Y reconozco que no me resultó muy doloroso. A esta infancia silenciosa debo el haber adquirido este poder de pensamiento interior, esta facultad de soñar, que me ha permitido vivir, y muchas veces vivir unas vidas maravillosas. »

## Traducción
- Memoria de Georges el amargado, Editorial Impedimenta, 2009. Traducción de Lluís Maria Todó.